# Matthias Johann Meyer
Matthias Johann Meyer, kurz: Matthias Meyer, (* Heilsberg; † Juli 1737 in Heiligelinde) war ein Barockmaler im Fürstbistum Ermland und benachbartem Herzogtum Preußen. 

## Leben und Wirken
Nachdem seine Begabung durch seine ersten Malerarbeiten in der Dorfkirche von Reichenberg bei Heilsberg bekannt geworden war, konnte er zweimal dank Förderung von Bischof Teodor Potocki Studienreisen nach Italien unternehmen, wo er die neuesten Errungenschaften der von Andrea Pozzo begründeten illusionistischen Freskomalerei (Quadraturmalerei) kennenlernen konnte. 
Sein erstes und größtes Werk nach der Rückkehr ins Ermland war die im Auftrag von Bischof Potocki ausgeführte Ausmalung der in dem Ermland benachbarten Herzogtum Preußen neu erbauten Wallfahrtskirche Heiligelinde (1723–1727). 1727 schuf er ebenfalls die Fresken in der als Grabkapelle seines inzwischen zum Erzbischof von Gnesen und Primas von Polen aufgestiegenen Gönners gedachten und von Pompeo Ferrari entworfenen Potocki-Kapelle am Dom von Gnesen. 
1728 entstand die Kuppelausmalung der vom ermländischen Domherren Gottfried Heinrich Graf zu Eulenburg gestifteten Brunokapelle an der Dorfkirche in Wuslack. In den 1730er Jahren des 18. Jhs. arbeitete er an den Fresken der Kreuzgänge in Heiligelinde, deren Vollendung sein früher Tod verhinderte. Vor dem Tod konnte er indessen noch die Kuppelausmalung der Salvatorkapelle am Dom von Frauenburg ausführen (um 1735), die eine Stiftung des neuen Bischofs von Ermland Christoph Szembek war.